# Bernsteindreher
Bernsteindreher ist ein Beruf, der heute nur noch selten ausgeübt wird. Die Bernsteindreher beschäftigen sich mit der Anfertigung von Perlen, Ketten, Armbändern, Amuletten, Reliefs, Figuren und Mundstücken für Tabakspfeifen, in der Vergangenheit sogar mit der von Vergrößerungsgläsern, Brillen und Prismen aus Bernstein (Agtstein, Amber). Sie arbeiteten auch als Paternostermacher.

## Bearbeitung
Um die rohen Stücke zuzurichten, legt man sie vorerst in Wasser, damit sie bei der nachfolgenden Behandlung weniger erhitzen und keine Sprünge bekommen. Dann wird die äußere braune Rinde abgeschliffen, dann die Stücke gedreht oder geschnitzt. Gedreht wird entweder auf einer gewöhnlichen Drehbank oder auf einer Art von Dockendrehstuhl, dessen Spindel mit dem Handdrehbogen in Bewegung gesetzt wird. Die Vollendung gibt man den Arbeiten durch Schleifen mit Bimsstein, Abreiben mit den Spänen und durch Polieren mit ungelöschtem Kalk, mit Schlämmkreide oder „mit Tripel, der, mit Weingeist angefeuchtet, den schönsten und hellsten Glanz verleiht.“